# 張敏德
張敏德（1519年—？），字遜時，江西吉安府萬安縣人，民籍，明朝政治人物。

## 生平
嘉靖二十五年（1546年）丙午科江西鄉試第二名舉人。嘉靖三十八年（1559年）中式己未科會試第七十七名，三甲第一百零三名進士。授休宁县知县，升福州府同知。

## 家族
曾祖張守敬；祖父張資潔；父張實，母劉氏；繼母梁氏。慈侍下。兄敏求。